# Bože Pravde
Bože Pravde (ciríl·lic serbi: Боже правде, pronunciació sèrbia: [bǒʒe prâːʋde], "Déu de la justícia") és l'himne nacional de Sèrbia, tal com es defineix a l'article 7 de la Constitució de Sèrbia.
Bože pravde va ser l'himne estatal del Regne de Sèrbia fins al 1919, quan Sèrbia va passar a formar part del Regne dels Serbis, Croats i Eslovens. Va ser readoptat com a himne nacional al principi per la recomanació parlamentària sobre l'ús el 2004 i després va ser sancionat constitucionalment per l'Assemblea Nacional de Sèrbia el 2006, després que Sèrbia tornés a ser independent.
La seva lletra va ser creada per Jovan Ďorďeviť i la seva música per Davorin Jenko.

## Lletra (en serbi)
Bože pravde, ti što spase
od propasti dosad nas,
čuj i odsad naše glase
i od sad nam budi spas.
Moćnom rukom vodi, brani
budućnosti srpske brod.
Bože spasi, Bože hrani,
Srpskog Kralja, srpski rod!
Složi srpsku braću dragu,
na svak' dičan slavan rad,
sloga biće poraz vragu
a najjači srpstvu grad.
Nek' na srpskoj blista grani
bratske sloge zlatan plod.
Bože spasi, Bože hrani
Srpskog Kralja, srpski rod!
Nek na srpsko vedro čelo
tvog ne padne gneva grom,
blagoslovi Srbu selo
polje, njivu, grad i dom!
Kad nastupe borbe dani,
k' pobedi mu vodi hod.
Bože spasi, Bože hrani
Srpskog Kralja, srpski rod!
Iz mračnoga sinu groba
srpske krune novi sjaj,
nastalo je novo doba,
novu sreću Bože daj.
Kraljevinu srpsku brani,
pet vekovne borbe plod.
Bože spasi, Bože hrani,
moli ti se srpski rod!